# Henri Rabaud

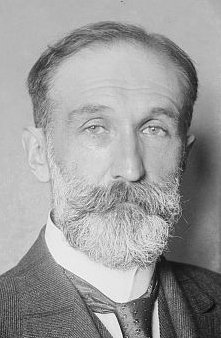
Henri Rabaud

Henri Rabaud (* 10. November 1873 in Paris; † 11. September 1949 ebenda) war ein französischer Komponist und Dirigent.

## Leben
Henri Rabaud, Sohn des Cellisten Hippolyte Rabaud (1839–1900) und Enkel des Flötisten Louis Dorus (1812–1896) war am Pariser Konservatorium Schüler von Jules Massenet und André Gedalge. Von 1908 bis 1918 war er Dirigent der Opéra. 1919 leitete er das Symphony Orchestra in Boston und war von 1920 bis 1940, als Nachfolger von Gabriel Fauré, Direktor des Pariser Konservatoriums.
Rabaud komponierte fünf Opern, zwei Sinfonien, eine sinfonische Dichtung, ein Oratorium und eine Vertonung des 4. Psalms. Daneben schrieb er auch Bühnenmusiken und war einer der ersten Komponisten, der für den Film arbeitete.
1918 wurde Rabaud als Nachfolger von Charles-Marie Widor in die Académie des Beaux-Arts gewählt. 1925 wurde er in die Académie royale des Sciences, des Lettres et des Beaux-Arts de Belgique und 1927 in die American Academy of Arts and Sciences gewählt.

## Werke
- Procession Nocturne, sinfonische Dichtung, 1899
- Job, Oratorium, 1900
- La Fille de Roland, Oper, 1904
- Mârouf, savetier du Caire, Oper, 1914
- L’Appel de la Mer, Oper, 1924
- Rolande et le mauvais garçon, Oper, 1934
- Martine, Oper, 1947
- Le jeu de l’amour et du Hasard (1954, postum)
- Divertissement sur des chansons russes
- Prélude et Toccata für Klavier und Orchester
- Eglogue